# 東白川村立神土小学校
東白川村立神土小学校 （ひがししらかわそんりつ　かんどしょうがっこう）は、かつて岐阜県加茂郡東白川村に存在した公立小学校。

## 概要
- 神土が校区であった。1980年（昭和55年）に越原小学校、五加小学校と統合。東白川小学校の新設により廃校。
- 東白川中学校に隣接していた。現在の東白川中学校（1995年完成）は、旧・神土小学校の敷地にある。

## 沿革
- 1873年（明治6年）3月 - 及第舎が開校。すぐに及第義校に改称する。
- 1880年（明治13年） - 神付、親田に分校を設置[注釈 1]。
- 1886年（明治19年） - 神土尋常小学校に改称する。
- 1888年（明治21年） - 神土村外十五ヶ村で、高等小学校を神土尋常小学校に併設。
- 1889年（明治22年）7月1日 - 神土村、越原村、五加村が合併し、東白川村が発足。
- 1891年（明治24年） - 校舎を新築（木造2階建）。
- 1898年（明治31年） - 神土尋常小学校に併設されていた高等小学校を廃止。神土尋常小学校に高等科を設置し、神土尋常高等小学校に改称する。
- 1903年（明治35年） - 農業補習学校を附設。
- 1909年（明治42年）9月 - 現在地[注釈 2]に新築移転。
- 1941年（昭和16年）4月1日 - 神土国民学校に改称する。
- 1947年（昭和22年）4月1日 - 東白川村立神土小学校に改称する。
- 1980年（昭和55年）3月31日 - 統合により廃校。

## その他
- 1891年（明治24年）に建てられた校舎は、1909年（明治42年）に神土尋常小学校が移転後は東白川村役場庁舎となり、1993年（平成5年）まで使用された[1]。